# Friday Night in San Francisco
Friday Night In San Francisco  es un álbum publicado por el trío de guitarras formado por Al Di Meola, John McLaughlin y Paco de Lucía. Fue grabado en San Francisco el viernes 5 de diciembre de 1980 en el Warfield Theatre.

## Lista de canciones

### Cara A
1. «Mediterranean Sundance»/«Río Ancho» (11:25) - Paco de Lucía y Al Di Meola
(Al Di Meola/Paco de Lucía)
2. «Short Tales of the Black Forest» (8:39) - John McLaughlin y Al Di Meola
(Chick Corea)

### Cara B
1. «Frevo Rasgado» (7:50) - John McLaughin y Paco de Lucía
(Egberto Gismonti)
2. «Fantasía Suite» (8:41) - Paco de Lucía, John McLaughlin y Al Di Meola
(Al Di Meola)
3. «Guardian Angel» (4:00) - Paco de Lucía, John McLaughlin y Al Di Meola
(John McLaughlin)

## Personal
- Al Di Meola (Guitarra Electroacústica)
- John McLaughlin (Guitarra Electroacústica)
- Paco de Lucía (Guitarra Flamenca)

- Datos: Q766812